# Sospirolo
Sospirolo (Sospirói in veneto) è un comune italiano di 3 113 abitanti della provincia di Belluno in Veneto, il cui territorio è in parte compreso nel Parco Nazionale delle Dolomiti Bellunesi.

## Origini del nome
Sospirolo è legato al nome del sovrastante Monte Sperone, per cui il toponimo starebbe a significare "sotto lo Sperone". Il suffisso -oi della versione veneta è, secondo Giovan Battista Pellegrini, l'adattamento dialettale di una desinenza plurale -oni, quindi con Sospiroi si indicavano in origine "gli abitanti dei casali sotto lo Sperone".

## Storia

### Simboli
Lo stemma, concesso con regio decreto dell'8 maggio 1927, è d'azzurro, alla rondine posata sulla cima di un monte verde che sorge da una riviera d'argento.

## Monumenti e luoghi d'interesse

### Ville venete
Il territorio comunale ospita numerose ville venete, come Villa Sandi Zasso, situata in località Moldoi di Maras (XVIII sec.), Villa Buzzatti Ferrante, a Gron (XIX sec.), Villa Agosti Bacchetti, a Belvedere di Gron (XVII sec.), e Villa Agosti Miari, a Susin (XVIII sec.), della quale va ricordato il pregevole parco.

### Certosa di Vedana
Nella zona di San Gottardo, in prossimità del Cordevole, sorge la Certosa di Vedana, istituzione dalla storia secolare oggi retta dalle suore certosine.

### Valle del Mis
La Valle del Mis è una suggestiva valle all'interno del Parco Nazionale delle Dolomiti Bellunesi.
(pag. 402 -403 Luigi Meneghello, Opere scelte ISBN 978-88-04-54925-3)
- Lago del Mis
- Cascata della Soffia
- Cadini del Brenton

### Chiesa parrocchiale dei Santi Pietro e Paolo
La parrocchiale di Sospirolo fu costruita alla fine del XIX secolo in sostituzione di una pieve di antiche origini.

## Società

### Evoluzione demografica
Abitanti censiti

### Etnie e minoranze straniere
Gli stranieri residenti nel comune sono 145, ovvero il 4,5% della popolazione. Di seguito sono riportati i gruppi più consistenti:
1. Romania, 55
2. Marocco, 25
3. Ucraina, 23

### Curiosità
Secondo una ricerca del Comune del 14 maggio 1970 su circa duemila adulti in età lavorativa:
- 465 erano emigranti;
- 170 morti per silicosi;
- 44 grandi invalidi per silicosi viventi;
- 120 invalidi inferiori all'80% per silicosi;
- 70 vedove per grandi invalidi al lavoro.[9]

## Geografia antropica

### Frazioni

#### Gron
Si trova a sud del capoluogo, su un pianoro alla sinistra del torrente Mis (343 m).
Patrono del paese è Santo Stefano, a cui è intitolata una chiesa. Fu una delle prime cappelle della pieve di Sospirolo (XII secolo), sebbene venga citata per la prima volta nel 1598. Progressivamente deperita, fu chiusa al culto nel 1961, anno in cui fu consacrata la vicina chiesa di Santa Maria Assunta, opera dell'architetto armeno Ohannés Gurekian.

#### Maras
Si trova a 455 m, sorgendo a ovest di Sospirolo. Patrono è San Bartolomeo.

#### Mis
All'imboccatura del canale del Mis (donde il toponimo), sorge a 361 m. Patrona è Santa Giuliana.

#### Oregne-Ai Casai-Campaz
A sud est, su un pianoro alla destra del Cordevole (354 m). Patrono è San Tiziano.

#### Pascoli
Sopra Mis, è l'ultimo abitato del comune prima di entrare nella valle del Mis (424 m). Patrono è San Michele (29 settembre).

#### Piz-Camolino
Due abitati contigui sulla riva destra del torrente Mis, di fronte a Gron. Patrono è Sant'Antonio.

#### San Gottardo
La frazione più settentrionale, nei pressi della Certosa di Vedana (420 m). Patrono è San Gottardo.

#### San Zenon
Posto tra Maras e Paderno di San Gregorio nelle Alpi (434 m). Patrono è San Zenone Martire.

#### Susin
Tra Sospirolo e Maras (475 m). Patrono è San Martino.

#### Torbe
Su un piano a sud-est del capoluogo comunale (379 m). Patrona è Santa Teresa. Fra Torbe e la Certosa di Vedana è ubicato il piccolo Lago di Vedana.

## Amministrazione
| Periodo         | Periodo         | Primo cittadino | Partito                         | Carica               | Note   |
| --------------- | --------------- | --------------- | ------------------------------- | -------------------- | ------ |
| 14 aprile 2008  | 27 maggio 2013  | Renato Moro     | Lista civica Sospirolo 2000     | Sindaco              |        |
| 27 maggio 2013  | 11 giugno 2018  | Mario De Bon    | Lista civica Progetto Sospirolo | Sindaco              |        |
| 11 giugno 2018  | 15 maggio 2023  | Mario De Bon    | Lista civica Progetto Sospirolo | Sindaco              |        |
| 15 maggio 2023  | 4 novembre 2024 | Mario De Bon    | Lista civica Progetto Sospirolo | Sindaco              | [ 10 ] |
| 4 novembre 2024 | 26 maggio 2025  | Livia Cadore    | Lista civica Progetto Sospirolo | Vicesindaco reggente |        |
| 26 maggio 2025  | in carica       | Livia Cadore    | Lista civica Progetto Sospirolo | Sindaco              |        |

### Gemellaggi
- Flores da Cunha
- Lexy

## Sport

### Calcio
Nel comune ha sede la società A.S.D. Sospirolese che milita attualmente in seconda categoria.

## Galleria d'immagini

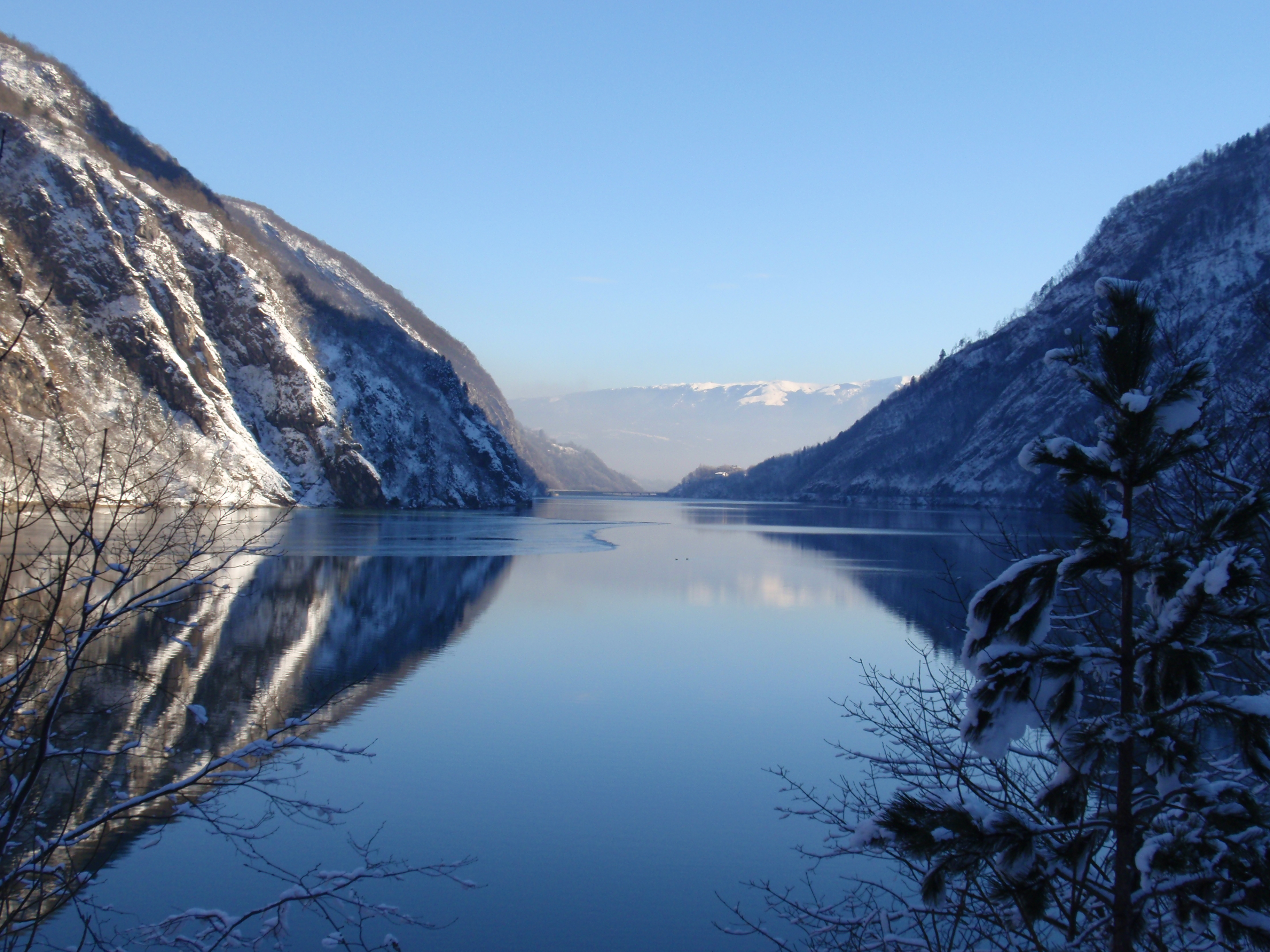
Lago del Mis.
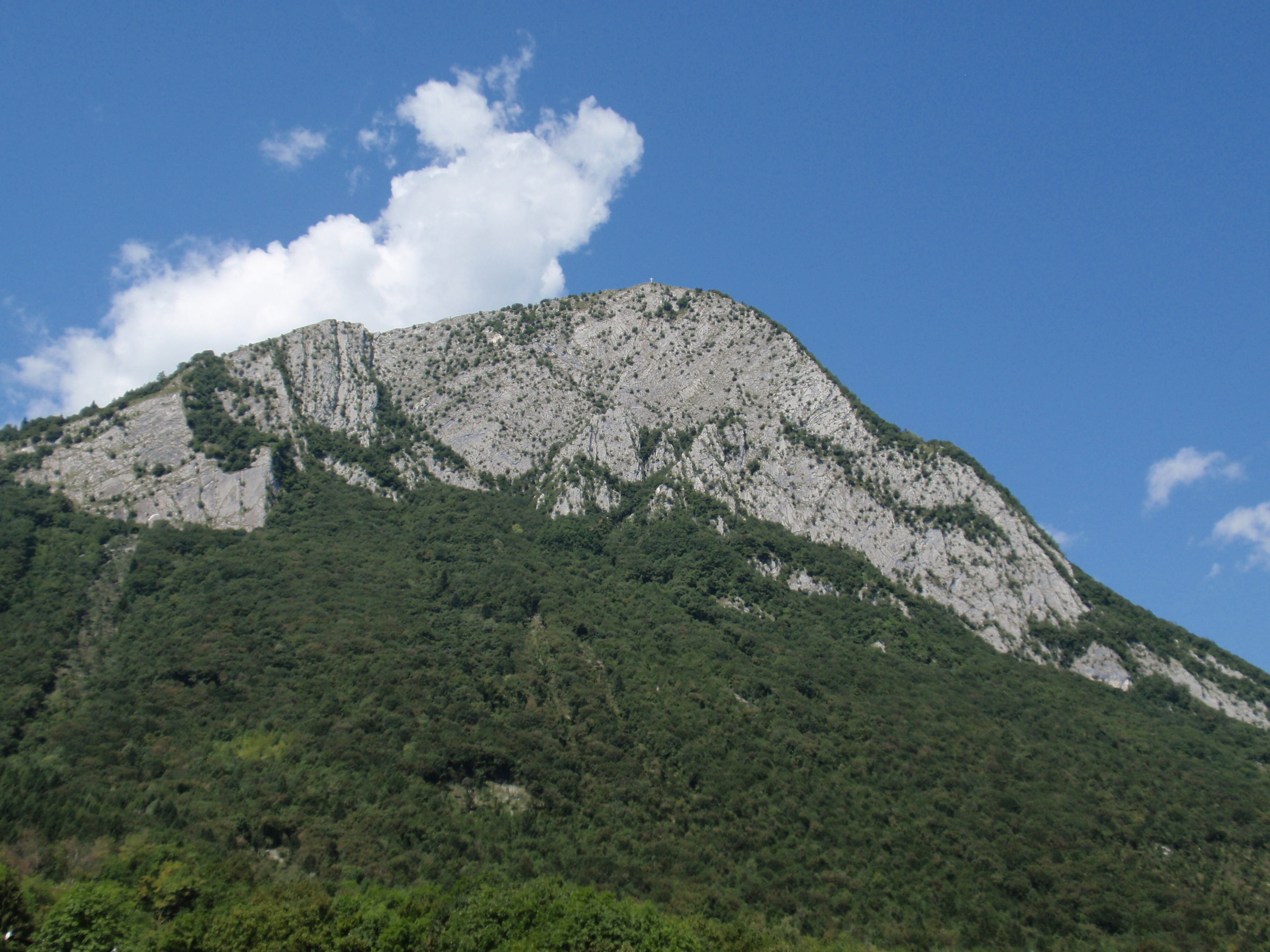
Monte Sperone visto dall'abitato di Sospirolo.
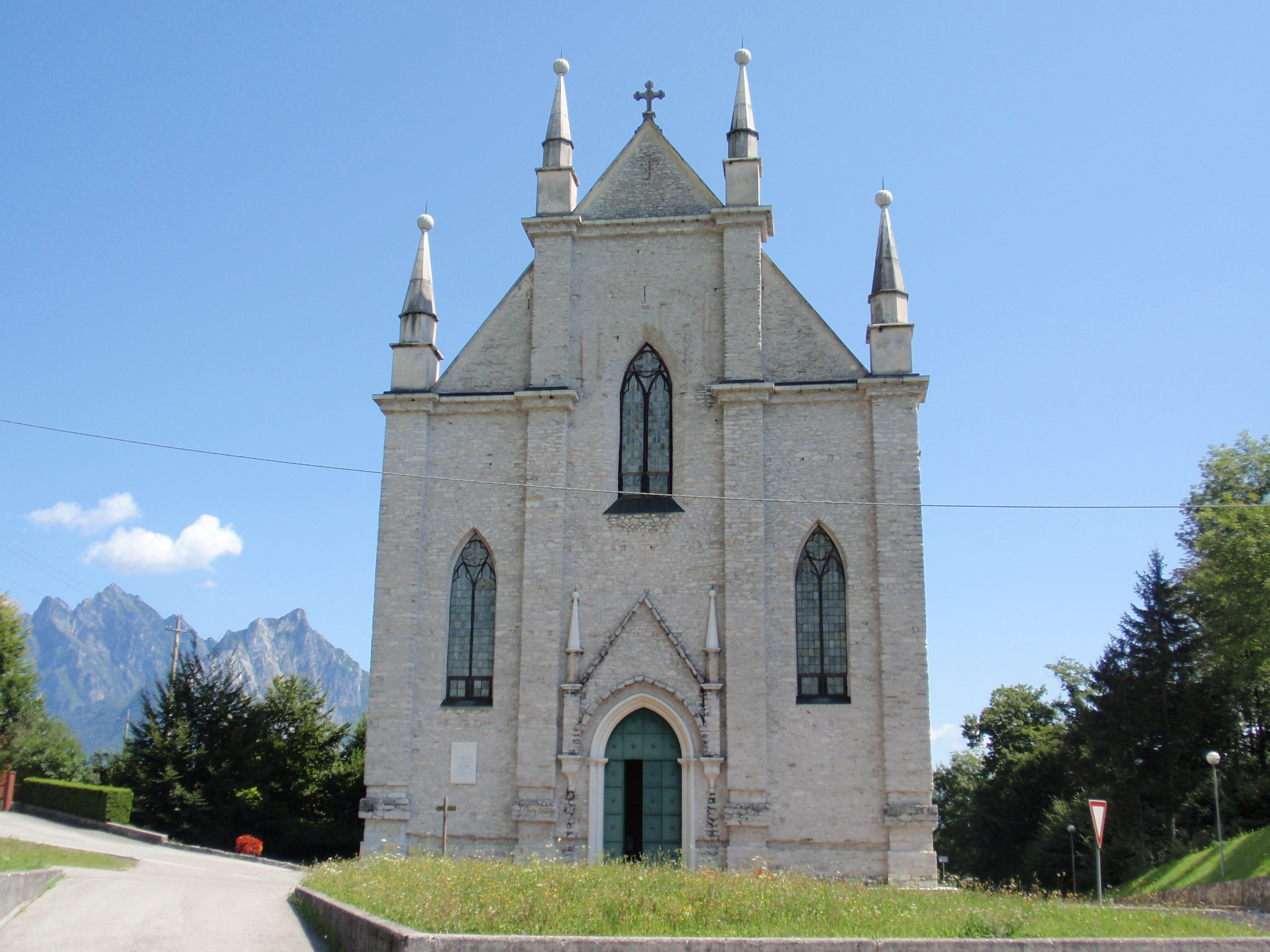
Chiesa patronale dei Santi Pietro e Paolo.
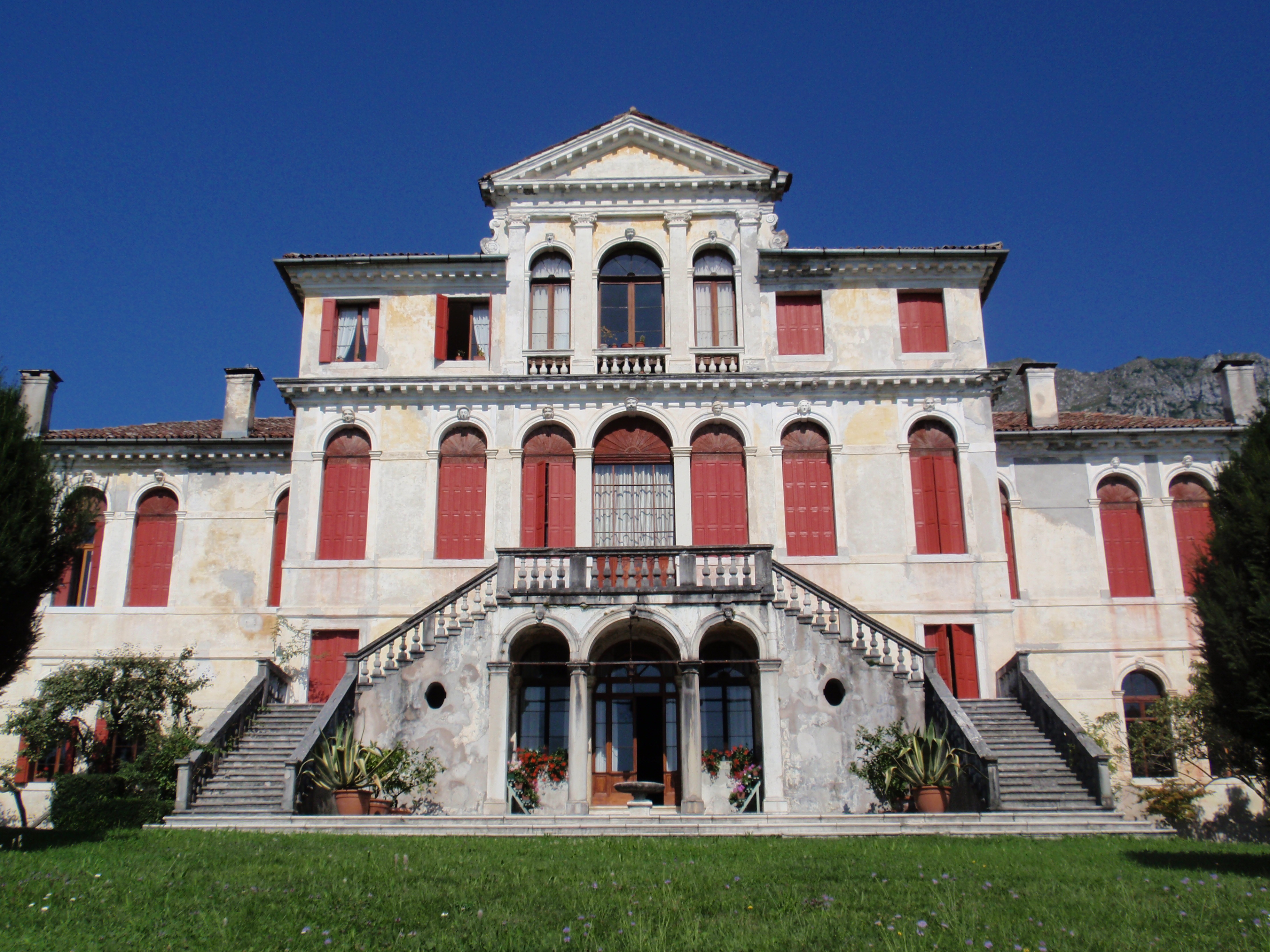
Villa Sandi Zasso.